# Gunnar Lorenz Schevenius
Gunnar Lorenz Schevenius, född den 8 oktober 1747 i Skurups församling i Skåne, död den 4 september 1809 i Fjälkinge prästgård, var en svensk präst och latinsk skald. 
Student vid Lunds universitet 1760, blev Schevenius filosofie magister 1766, prästvigd 1771 och docent i orientaliska språk vid Lunds universitetet samma år. År 1774 förordnades han till kollega vid trivialskolan i Ystad, blev rektor vid Karlskrona skola 1777, kyrkoherde i Oppmanna och Vånga församlingar 1786, prost 1792 samt kyrkoherde i Fjälkinge och Nymö församlingar 1796. Schevenius var en man av stor beläsenhet och mångsidig bildning. Redan som ung väckte han uppmärksamhet genom sina latinska skaldestycken. En av honom på latinska språket författad studentvisa sjöngs på den tiden allmänt i Lund. Då han i ett latinskt epigram förlöjligat professorerna och därför måste lämna universitetet, uppträdde biskop Engeström som hans beskyddare och förordnade honom till lärare vid Ystads skola, därvid biskopen med egen hand tecknade på förordnandet: Si non carmina, pectus amo ('Fast ej hans sång, dock honom själv jag älskar'). För ett latinskt poem, vilket en av Schevenii ämbetsbröder, skalden Anders Lanærus, honom ovetande insänt till Vitterhetsakademien, vann Schevenius högsta priset, varjämte åt honom anförtroddes att granska 1793 års psalmboksförslag. De anmärkningar, Schevenius gjorde, hade till följd att förslaget underkändes, varefter man senare upptog hans framställning att utarbetandet av nya kyrkopsalmer borde överlämnas åt en enda person med framstående skaldegåva. Tanken förverkligades i viss mån genom den roll Johan Olof Wallin spelade vid tillkomsten av 1819 års psalmbok.